# Zieria
Zieria es un género con 144 especies de plantas fanerógamas perteneciente a la familia Rutaceae.
Son nativos de Australia a excepción de una especie que se encuentra en Nueva Caledonia. El género, que está estrechamente relacionado con el género más conocido Boronia, está nombrado en honor de John Zier, un botánico polaco.

## Especies seleccionadas
- Zieria adenophora Blakely
- Zieria alata Duretto & P.I.Forst.
- Zieria arborescens Sims
- Zieria aspalathoides A.Cunn. ex Benth.
- Zieria buxijugum J.D.Briggs & J.A.Armstr.
- Zieria chevalieri Virot
- Zieria collina C.T.White
- Zieria cytisoides Sm. - Downy Zieria
- Zieria fraseri Hook.
- Zieria furfuracea R.Br. ex Benth.
- Zieria granulata (F.Muell.) C.Moore ex Benth. -
- Zieria involucrata R.Br. ex Benth.
- Zieria laevigata Bonpl. -
- Zieria laxiflora (Benth.) Domin
- Zieria minutiflora Domin  -
- Zieria murphyi Blakely
- Zieria obcordata A.Cunn.
- Zieria pilosa Rudge  -
- Zieria prostrata J.A.Armstr.
- Zieria rimulosa C.T.White
- Zieria robusta Maiden & Betche
- Zieria smithii Jacks. Sandfly Zieria
- Zieria veronicea (F.Muell.) Benth.